# Langues en République centrafricaine
La République centrafricaine compte environ 120 parlers (le site Glottolog répertoriant 92 langues africaines).
Les deux langues officielles sont le français et le sango
Les langues nationales du pays sont, outre le sango, le ngbugu-langbasi (banda du Sud), le banda-banda, le bokoto (en), le gbanou (en), le gbaya du Nord-Ouest, le gbaya du Sud-Ouest, le gbaya de Bosangoa, le kaba, le kare, le manza, le mbati, le ngbaka ma'bo (en), le pana,  et le zandéet le nzakara
, le peul Mbororo ou Foulbé (foulfouldé) et le gbanziri.

## Langues officielles
« Trois ans après l’Indépendance, le Mouvement d’évolution sociale de l’Afrique noire (MESAN) fondé par B. Boganda, donnait au sango le statut de langue nationale tandis que le français recevait le statut de langue officielle (Congrès de Berbérati, juin 1963). »[réf. souhaitée]

### Français

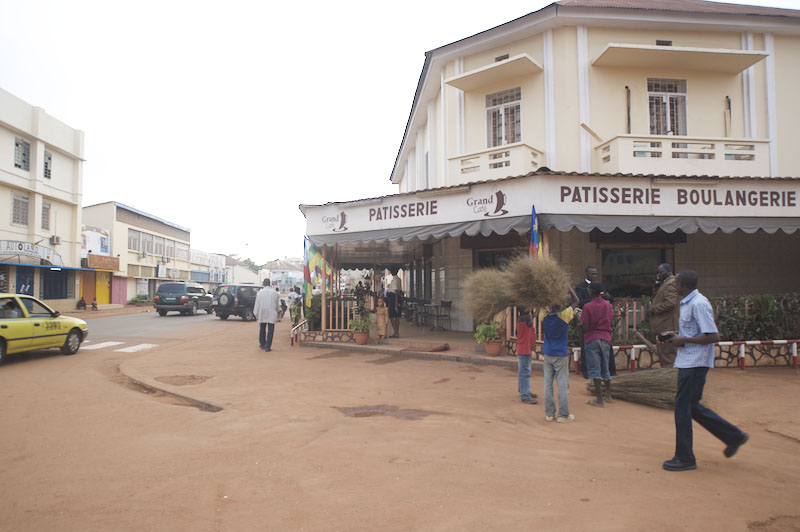
Une pâtisserie à Bangui

Le français est la première langue officielle du pays depuis 1963 et en 2024, la population francophone de la République centrafricaine représente 24,4 %, soit environ 1 300 000 personnes. Parmi elles, 7,5 % (environ 431 000 individus) parlent le français comme langue maternelle. De plus, 901 000, soit 16,9 % de la population totale de 5 331 000, utilisent le français comme langue seconde.
Le sango est la  langue parlée en république centrafricaine avant l'époque coloniale. C'est par la suite que le français et sango sont devenus les langues officielles de la république centrafricaine.
« Le français continue de s’affirmer comme la principale langue de l’administration, de l’éducation, de l’ouverture au monde, de la presse écrite, et de la promotion sociale : c’est la principale langue officielle de référence et il continue à gagner du terrain dans l’administration. Les Centrafricains, qu’ils soient peu ou pas alphabétisés, manifestent un désir certain de pratiquer, tant bien que mal, la langue française. Dans certains ménages, certains parents initient leurs enfants encore non scolarisés à la pratique du français. Les Centrafricains apprécient à sa juste valeur cet engouement pour le français en affirmant que c’est une langue internationale, une langue de prestige dont on ne peut se passer. En dehors du cercle familial, les écriteaux, les annonces, les publicités et diverses informations  rédigés  en français se rencontrent le long des artères, sur les échoppes et les supermarchés et sur les façades des immeubles administratifs. »

### Sango
Le sango est « une langue créolisée, dérivée du ngbandi et à base de nombreux mots français. Le sango compte environ 350 000 locuteurs de langue maternelle ». À l'origine elle est parlée par les peuples riverains de la région de Mobaye. Le sango est devenu la langue véhiculaire du pays, il s'est étendu à l'ensemble du territoire centrafricain grâce à la colonisation et aux missionnaires qui l'utilisèrent comme langue d'évangélisation, ainsi, 93 % des centrafricains parlent le sango. Il est devenu langue nationale en 1963 puis langue officielle en 1991.
Elle est devenue la langue maternelle de presque tous les enfants de Bangui.
Selon Robert Beyom qui a analysé les écriteaux de Centrafrique, « ce bilinguisme officiel est déséquilibré dans la mesure où la majorité des productions et expositions langagières sont en français. Nous avons également constaté qu’en plus des deux langues officielles l’anglais et l’arabe apparaissent dans ce domaine. Certaines langues vernaculaires centrafricaines interviennent aussi mais ce cas de figure est très rare. L’utilisation du sango dans l’exposition langagière est observable dans les ministères de la santé et de la défense pour le secteur public et dans le domaine religieux pour le secteur privé. »
Selon le projet DYLAN, portant sur les pratiques langagières dans la capitale du pays Bangui, en milieu scolaire, le français est utilisé par 45,85 % des sondés contre 54,10 % pour le sango ; en revanche, avec les amis, l'utilisation du français seul est de 7,72 % contre 66,62 % pour le sango.

## Langues nationales
Avant l'année 1991, le français était la seule langue officielle de la République centrafricaine, puis le sango est reconnu comme langue nationale et rejoint le français comme deuxième langue officielle. Même si sur le papier ce statut est difficilement traduisible à cause des problèmes de terminologie et de syntaxe, le sango occupe une place non négligeable dans la communication orale et la cohésion entre les différentes couches sociales de la RCA.

## Autres langues
Devenue officiellement langue nationale en 1991, le sango est aujourd'hui parlée par presque tous les Centrafricains. Plus que d'être une simple langue de communication, elle symbolise l'unité nationale.
Cependant, plusieurs autres langues sont parlées en République centrafricaine. C'est le cas notamment du gbaya (segmentée en plusieurs variantes selon les régions), du manza, les langues banda, les langues sara-mbay, les langues ngbaka, monzombo, gbanziri, les langues nzakara-zandé et les langues mboum. Plusieurs autres langues sont parles par d'autres entités moins fortes comme les peuhls, les pygmées Akkah.
le banda, langue du Sud est parlée par près  de (150 000 personnes), le banda-banda (102 000 personnes), le bokoto (130 000 personnes), le gbanou (95 000 personnes), le gbaya du Nord-Ouest (200 000 personnes), le gbaya du Sud-Ouest (164 000 personnes), le gbaya de Bosangoa (176 000 personnes), le kaba (72 000 personnes), le karré (93 000 personnes), le manza (220 000 personnes), le mbati (60 000 personnes ), le ngbaka ma'bo (88 000 personnes), le pana (82 000 personnes), le yakoma (100 000 personnes), le zandé (62 000 personnes).
Tous ces groupes de langues peuvent être regrouper en deux grandes familles : nigéro-congolaise et nilo-saharienne, la prémière famille est fortement représentée.